# 兰山路
兰山路是中华人民共和国山东省青岛市市南区的一条东西向道路，也是全市最早建成的一批道路之一。道路东起浙江路太平路路口，与中山路、河南路、广西支路交汇，西端为泰安路郯城路路口。

## 概况

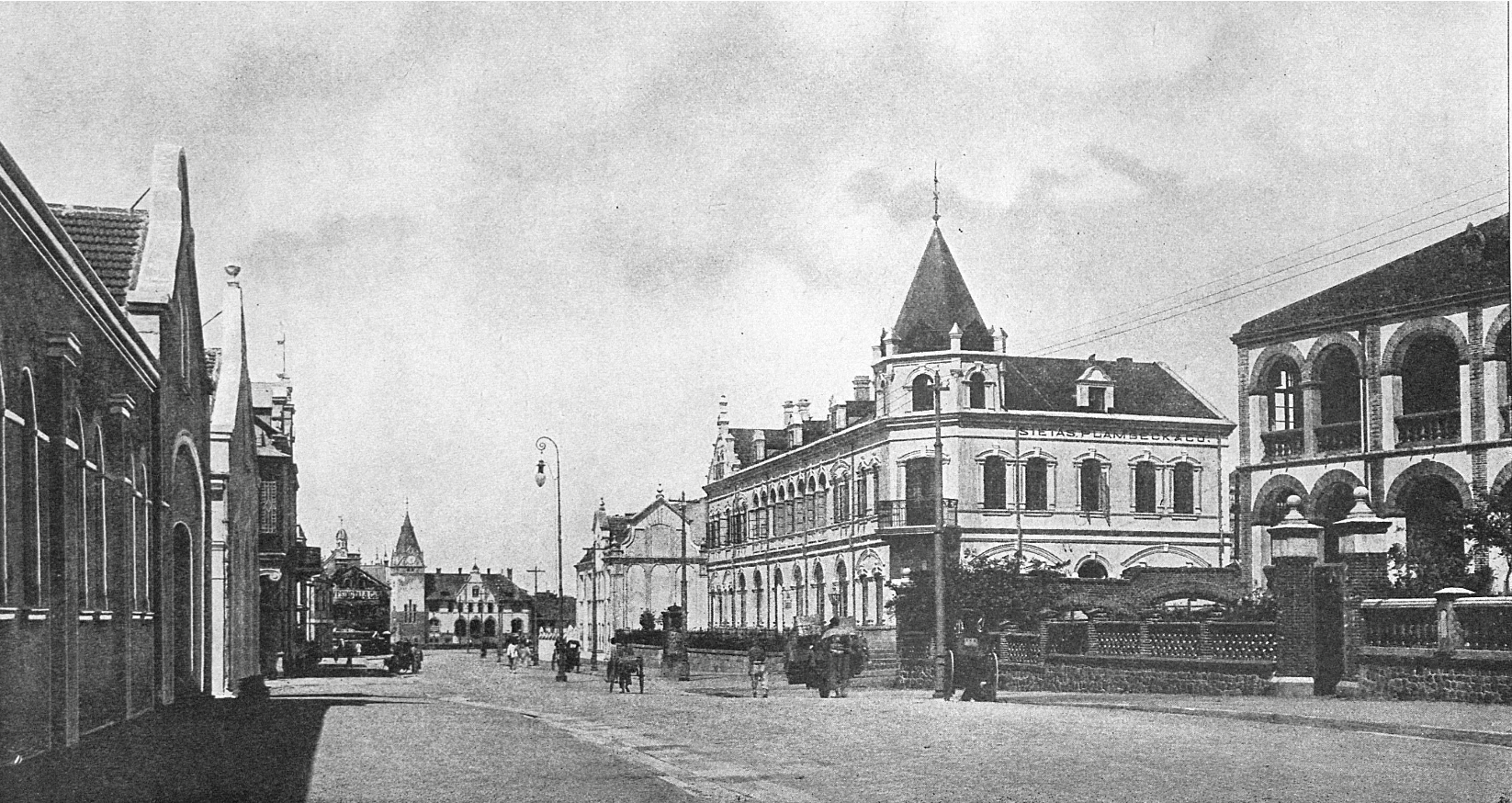
1903年的兰山路，右侧为胶海关公寓、哈利洋行、德威洋行，左侧为胶海关验货仓库、顺和洋行，路尽头可见青岛火车站

兰山路始建于德占时期，以德意志帝国霍亨索伦皇室家族名定名为霍亨索伦街（德語：Hohenzollernstraße，旧汉译：皇族街，包含今费县路的广州路以东段），第一次日占时期改名为姬路町（日语：〔〕／）。北洋政府收回青岛后的1923年，道路起止点变更，郯城路以东段改现名，以西为费县路的东段。
德占时期的兰山路曾是德商洋行、公司的云集之地，被后世称为“洋行街”。1898年秋青岛城市建设开始后，由于兰山路邻近当时为重要货运码头的栈桥，德国贸易商人、洋行以及胶海关、港务局等机构纷纷在两条道路周边建设公司商住楼及仓库。1901年胶济铁路通车后，兰山路又成为栈桥与青岛火车站之间的交通要道，至1904年即已无可开发地块。而1904年青岛大港一号码头竣工后，栈桥不再为重要码头，该地段亦失去优势。1910年代，胶海关与各洋行陆续计划搬迁至邻近大港的港埠区（Hafenviertel）。该地段大部分洋行商业建筑亦于1950年代以后陆续拆除。

## 周边历史建筑介绍

### 总督府港务局早期办公楼及青岛市礼堂旧址
兰山路1号青岛市礼堂旧址的原址最初为胶澳总督府下属的港务局（Hafenamt）的早期办公楼，该楼为一栋外形简单的长条形平房，灰砖外墙，西侧设置木制敞廊，南北两面为山墙。1903年港务局在今包头路商河路路口的位置开始建设新的办公楼，建成后原办公楼改作他用。1932年青岛市政府计划拆除该楼并在其原址建设青岛市礼堂，并于1935年竣工建成。该楼后来长期作为公共礼堂使用。2006年底，被其他单位占用的市礼堂旧址经历重修后被改造为青岛音乐厅。现为青岛市文物保护单位。
- 港务局早期办公楼，西南角
- 港务局早期办公楼南立面
- 约1901年的兰山路太平路路口，最近处为港务局，左侧可见栈桥营的营房，远处为兰山路两侧的胶海关、哈利洋行、顺和洋行等建筑
- 德占时期的兰山路，右侧为港务局早期办公楼
- 青岛市礼堂旧址今貌

### 青岛俱乐部旧址
青岛市礼堂旧址西侧的中山路兰山路路口处为建于1910-1911年的青岛俱乐部旧址，设计者为建筑师罗克格。该建筑现为中山路一号国际美食餐厅，为全国重点文物保护单位。

### 胶海关早期建筑及水交社
中山路兰山路路口西侧的位置最初为胶海关早期建筑群。1901年8月，由胶海关德籍税务司阿理文亲自设计的胶海关建筑群投入使用。建筑群包括霍亨索伦街南侧的验货仓库楼房若干，北侧的胶海关办公楼及两座职员公寓。办公楼邻近东侧弗里德里希街（Friedrichstraße，今中山路），地上二层附设阁楼，地下一层，灰瓦坡屋顶，门廊上写有“胶海关”三字。两座设计相同的职员公寓靠西侧汉堡街（Hamburger Straße，今河南路）。三座建筑都带有阿理文所惯用的复古风格装饰及拱廊，这些特点也体现在了至今仍存在的阿理文旧宅上。1913年12月，胶海关靠近大港的新办公大楼建成，次年4月1日正式迁址。1914年日军占领青岛后，该楼曾为青岛军政署土木部水道事务所办公楼。1922年后曾为胶澳商埠水道事务所办公楼。
1938年日军再次占领青岛后，于1939年拆除部分原胶海关建筑建设两栋现代风格大楼，北侧的胶海关办公楼被拆除，建设青岛水交社。1949年后，该楼为青岛市人民政府交际处所使用，后改为中共青岛市委办公楼。1992年市政府东迁并卖掉了兰山路两侧的两座市委办公楼，两座同期建成的大楼（连同两座原胶海关公寓楼）在不久后被爆破拆除。北侧的地块在建筑拆除后曾被闲置几年。2002年用于建设山东出入境检验检疫局大厦，该楼成为继百盛大厦、发达大厦之后中山路南段又一栋高层建筑，门牌号为中山路2号。2018年，出入境检验检疫部门并入海关系统，青岛海关办公地点自八大峡海关大楼迁入该楼。
- 胶海关早期办公楼（右）及职员公寓，办公楼门楣可见“胶海关”牌匾
- 胶澳商埠水道事务所，约1922年
- 日本海军司令部与水交社（后侧）
- 1945年美军入城，后侧可见水交社
- 青岛海关大楼，原检疫局大楼

### 胶海关验货仓库及日本海军司令部
中山路与河南路之间的兰山路南侧原址为1901年8月投入使用的胶海关验货仓库，北侧与西侧各一栋主楼。1939，北侧原仓库被拆除建设日本海军司令部，该楼后来为美国海军第七舰队司令部、中共青岛市委办公楼。原验货仓库西侧主楼于1983年被拆除建设新楼，1993年，该街区连同北侧街区的共两座市委办公楼被拆除，南侧街区现为街心公园。

### 哈利洋行青岛分行
兰山路河南路路口西北角的位置最初为哈利洋行青岛分行所在地。分行大楼始建于1900年，1901年3月1日竣工，曾是兰山路的地表兼最为华丽的建筑。该建筑建成后数年曾经历改造，外立面装饰大多消失。1981年冬至1982年春拆除新建一处海军招待所，现名中天宾馆。
- 哈利洋行大楼，楼左侧为德威洋行
- 西南角
- 德占时期的河南路兰山路路口，南向视角，右侧为哈利洋行，左侧为胶海关公寓，远处为哈利洋行海水泵站
- 1914年的哈利洋行大楼原址

### 德威洋行青岛分行
德威洋行（Eberhardt Bollweg & Co.）青岛分行位于哈利洋行的西侧，约建于1901年，主楼紧靠哈利洋行大楼，上下两层，外立面细节装饰与哈利洋行同样华丽，但规模偏小。1913年地籍图显示其办公楼所在地块已属于顺和洋行。该楼现已不存在。

### 顺和洋行青岛分行
河南路太平路路口西北角及河南路兰山路路口西南角，即现河南路2号老市委宿舍的东半部分，最初为顺和洋行青岛分行建筑群所在地。建筑群约建于1900-1901年。办公楼位于该地块东北角，临兰山路。1930年代曾为鲁麟洋行所使用。建筑群于1952年被拆除，以建设老市委宿舍。
- 顺和洋行青岛分行建筑群
- 分行主楼
- 南侧仓储用房

德占时期顺和洋行青岛分行所在地块的西侧，还有禅臣洋行青岛分行和礼和洋行青岛分行所在的两个地块，这些地块均为北临兰山路，南临太平路。

### 哥伦比亚蛋厂

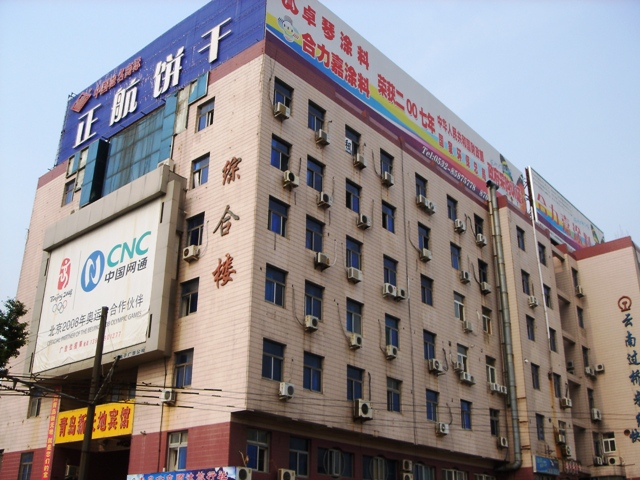
地铁综合楼，2007年7月

兰山路广西支路路口西北角为哥伦比亚蛋厂（Columbia G.m.b.H.，德占时期中文译为“卵粉公司”）的位置，该公司是顺和洋行旗下的公司，原建筑已不存在。

### 车站旅馆
车站旅馆（Hotel zum Bahnhof）位于兰山路、广西路、泰安路三条路的交界处，为一栋规模不大的两层加蒙莎屋顶阁楼的建筑，外立面设计更像是一处住宅。该建筑建于1913年，业主为德国人理查德·玛特维希（Richard Martwieg）。该建筑于1992年的火车站改造中被拆除，原址（包括原哥伦比亚蛋厂在内的整个街区）建为兰山路25号地铁综合楼。2014年，地铁综合类因地铁三号线施工被拆除，原址新建一七层仿西式建筑。

### 车站饭店旧址
兰山路28号为车站饭店旧址，是整个兰山路唯一部分保持原貌的老建筑，1902年建成，曾是火车站周边的标志性建筑，1949年后成为铁路局资产。1992年火车站周边改造导致周边仅余车站饭店一栋老建筑。2001年8月该楼遭到纵火，造成该楼大面积烧毁，次年复建。修复期间塔楼顶部原计划保留火灾前的绿色涂装，但被改为金色，遭到广泛诟病。2019年末计划维修，并恢复绿色塔楼涂装。
- 车站饭店原貌，北侧视角
- 车站饭店街角近景
- 德占时期明信片
- 现状
- 外立面现状